# 慕尼黑協定

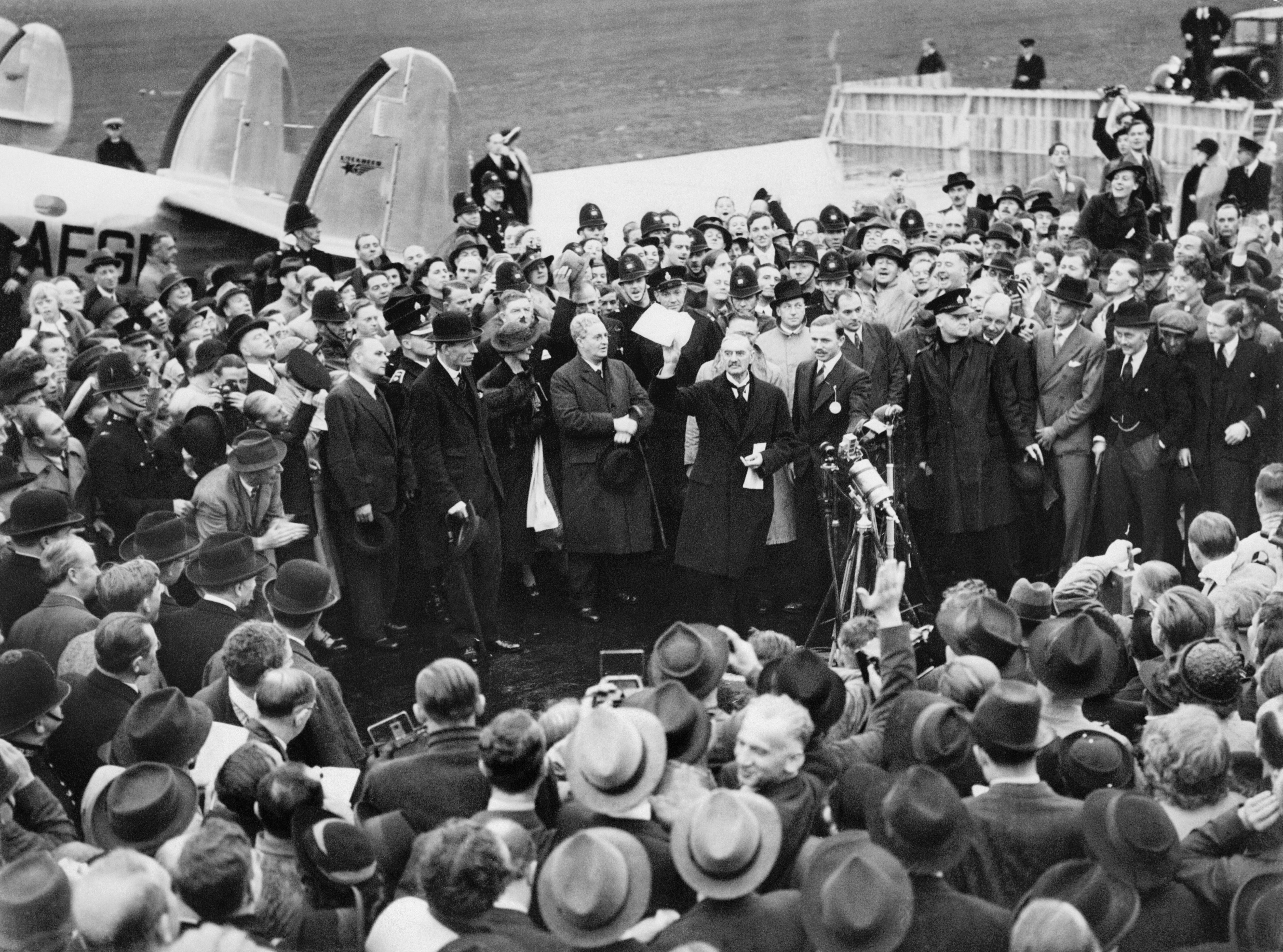
英國首相張伯倫在機場對群眾揮舞著與希特勒簽署的和平協定，同時宣稱“帶回了一代人的和平”1938年9月30日

慕尼黑協定（英語：Munich Agreement）是德國、英国、法國和意大利于1938年9月30日在德國慕尼黑缔结的一项协定。该协议规定了德国将吞并捷克斯洛伐克的苏台德地区，那里居住着300多万人，主要是日耳曼人。这协定也被叫做慕尼黑背叛，因为之前签订过的1924年的联盟协议和1925年法国与捷克斯洛伐克共和国之间的军事协议。
1938年9月17日，德国对捷克斯洛伐克发动了一场未宣战的低强度战争。作为回应，英国和法国于9月20日正式要求捷克斯洛伐克将其苏台德地区领土割让给德国，随后波兰于9月21日和匈牙利于9月22日提出领土要求。与此同时，德国军队征服了切布区和耶塞克区的部分地区，当地的战斗使用了包括德国大炮、捷克斯洛伐克坦克和装甲车等装备。轻武装的德国步兵也曾短暂占领其他数十个边境县，但最后被击退。波兰还在其与捷克斯洛伐克的共同边界附近集结其军队，并于9月23日进行了失败的试探性进攻。匈牙利也在没有进攻的情况下将其军队向捷克斯洛伐克边境转移。
1938年9月29日至30日，欧洲主要大国（不包括捷克斯洛伐克，尽管他们的代表在该镇）也包括法国和捷克斯洛伐克的盟友苏联在德国慕尼黑举行了紧急会议。按照希特勒的条件很快达成了一项协议，并由德国、法国、英国和意大利的领导人签署。捷克斯洛伐克山区边界不仅标志着中世纪早期以来捷克国家和日耳曼国家之间的自然边界，而且也是德国任何可能进攻的主要自然障碍。苏台德地区被重要的边境防御工事所加强，对捷克斯洛伐克具有绝对的战略重要性。
9月30日，捷克斯洛伐克屈服于德国、波兰和匈牙利的军事压力，以及英国、法国和意大利的外交压力，同意按照慕尼黑条款将领土割让给德国。然后，在10月1日，捷克斯洛伐克也接受了波兰的领土要求。
《慕尼黑协定》之后不久，1938年11月2日德國和意大利胁迫捷克斯洛伐克作出領土妥協（第一次維也納仲裁裁決），将斯洛伐克南部与喀爾巴阡烏克蘭割讓給匈牙利。1938年11月30日，捷克斯洛伐克将斯皮什和奥拉瓦地区的小块土地割让给波兰。
1939年3月14日，德國傀儡国家斯洛伐克第一共和国宣布独立，第二天匈牙利佔領吞併了喀爾巴阡烏克蘭。不久之后，希特勒违背了他尊重捷克斯洛伐克完整性的庄严承诺，入侵了捷克的剩余部分并将其变成波希米亚和摩拉维亚保护国，使德国完全控制后来在德国入侵波兰和法国中发挥重要作用的重要军事武库。 结果，捷克斯洛伐克就此消失了。
欧洲大部分地区都在庆祝《慕尼黑协定》，因为他们认为这是防止欧洲大陆发生重大战争的一种方式。阿道夫·希特勒宣布这是他在欧洲的最后一次领土主张。如今，《慕尼黑协定》被广泛认为是一种失败的绥靖行为，这个词已经成为“绥靖扩张主义极权主义国家徒劳的代名词”。

## 历史

德国（紫色）、匈牙利（红色）和波兰（绿色）瓜分捷克斯洛伐克示意图，浅紫、浅红、浅绿色为各分得的區域。橙色為德國的从属国斯洛伐克第一共和國。

### 背景

#### 自主性要求
第一捷克斯洛伐克共和国成立于1918年，当时奥匈帝国在第一次世界大战结束时解体。《圣日耳曼条约》承认捷克斯洛伐克独立，《特里亚农条约》确定了新国家的边界，该国西部分为波希米亚和摩拉维亚地区，东部分为斯洛伐克和亚喀尔巴阡罗斯地区，包括300多万德国人，占全国总人口的22.95%。他们大多生活在历史上捷克土地的边境地区，他们为此创造了新的名称苏台德地区，该地区与德国和新成立的奥地利接壤。
苏台德的德国人没有被就是否希望成为捷克斯洛伐克公民征求意见。尽管宪法保障所有公民的平等，但政治领导人倾向于将国家转变为“捷克和斯洛伐克民族主义的工具”。在融合德国人和其他少数民族方面取得了一些进展，但他们在政府和军队中的代表性仍然不足。此外，1929年开始的大萧条对高度工业化和出口导向的苏台德德国人的影响大于对捷克和斯洛伐克人口的影响。到1936年，捷克斯洛伐克60%的失业者是德国人。
1933年，苏台德德国领导人康拉德·亨莱因成立了苏台德德意志人党，该党“激进、民粹主义和公开敌视”捷克斯洛伐克政府。该党很快在德国人口众多的地区赢得了三分之二的选票。历史学家们对苏台德德意志人党是从一开始就是纳粹前线组织还是演变成纳粹前线组织意见不一。到1935年，该党变成捷克斯洛伐克第二大党，这是由于德国人的选票集中在该党，而捷克和斯洛伐克人的选票分散在几个政党中。
1938年3月28日，在德奧合併后不久，亨莱因在柏林会见了希特勒，并被指示提出让爱德华·贝内什总统领导的捷克斯洛伐克民主政府无法接受的要求。4月24日，苏台德德意志人党发布了一系列被称为卡尔斯巴德计划的要求。亨莱因要求捷克斯洛伐克的德国人自治。捷克斯洛伐克政府回应说，它愿意为德国少数民族提供更多的少数民族权利，但最初不愿意给予自治权。1938年5月，苏台德德意志人党获得了88%的德国裔选票。
1938年9月15日，在德国人和捷克斯洛伐克政府关系紧张的情况下，贝内什秘密提出将6000平方公里（2300平方英里）的捷克斯洛伐克领土交给德国，以换取德国同意接纳150万至200万被捷克斯洛伐克驱逐的苏台德德国人。希特勒没有回答。

#### 苏台德危机
正如之前对希特勒的绥靖政策所表明的那样，法国和英国有意避免战争。法国政府不希望单独面对德国，而是从首相内维尔·张伯伦领导的英国保守党政府手中接过了领导权。他认为苏台德德国人的不满是合理的，并认为希特勒的意图是有限的。因此，英国和法国都建议捷克斯洛伐克接受德国的要求。贝内什进行了抵抗，并于5月19日开始部分动员，以应对德国可能的入侵。
5月20日，希特勒向他的将军们提交了一份代号为“绿色行动”的对捷克斯洛伐克的进攻计划草案。他坚称，如果没有“挑衅”、“特别有利的机会”或“充分的政治理由”，他不会在军事上“粉碎捷克斯洛伐克”。5月28日，希特勒召开了一次军种首长会议，下令加快U型潜艇的建造，并将他的新战列舰俾斯麦号和提尔皮茨号的建造提前到1940年春季。他要求加快增加沙恩霍斯特号和格奈森瑙号战列舰的火力。希特勒承认，这对于与英国的全面海战来说仍然不够，但他希望这将是一种足够的威慑。十天后，希特勒签署了一项秘密指令，要求不迟于10月1日开始对捷克斯洛伐克的战争。
5月22日，波兰驻法国大使尤里乌斯·武卡谢维奇告诉法国外交部长乔治·博内，如果法国对德国采取行动保卫捷克斯洛伐克的话，那么“我们不会采取行动。”。爱德华·达拉第告诉苏联驻法国大使雅各布·苏雷兹，“我们不仅不能指望波兰的支持，而且我们也指望不上波兰不会在背后打击我们。”然而，波兰政府多次表示（分别在1936年3月、1938年5月、6月和8月），如果法国决定帮助捷克斯洛伐克，波兰政府准备与德国作战：“贝克向博内提出了建议，在他向大使Drexel Biddle发表的声明以及Vansittart指出的声明里表明，如果西方大国决定与德国开战，波兰外交部长确实准备彻底改变政策。然而，这些建议和声明并没有引起英国和法国政府的任何反应，他们一心想通过安抚德国来避免战争。
希特勒的副官Fritz Wiedemann在战后回忆说，他对希特勒在捷克斯洛伐克“处理局势”三到四年后袭击英国和法国的新计划感到“非常震惊”。德国总参谋长路德维希·贝克将军指出，希特勒改变主意支持迅速行动是因为捷克斯洛伐克的防御仍在临时建立中，而两三年后情况将不再如此，英国的重整军备要到1941年或1942年才能见效。阿尔弗雷德·约德尔将军在他的日记中指出，5月21日捷克斯洛伐克的部分动员导致希特勒在5月30日发布了一项新的绿色行动命令，并附上了威廉·凯特尔的一封信，信中表示该计划最迟必须在10月1日前实施。
与此同时，英国政府要求贝内什请求一名调停人。贝内什不想切断政府与西欧的关系，他勉强接受了。英国任命了前自由党内阁部长朗西曼勋爵，他于8月3日抵达布拉格，指示说服贝内什同意一项苏台德德国人可以接受的计划。7月20日，博内特告诉捷克斯洛伐克驻巴黎大使，虽然法国将公开宣布支持捷克斯洛伐克的谈判，但它不准备为苏台德地区开战。8月，德国媒体充斥着捷克斯洛伐克对苏台德德国人暴行的报道，目的是迫使西方向捷克斯洛伐克施压，迫使其做出让步。希特勒希望捷克斯洛伐克会拒绝，然后西方会觉得让捷克斯洛伐克听天由命在道德上是合理的。8月，德国向捷克斯洛伐克边境派遣了75万名士兵，正式作为军队演习的一部分。9月4日或5日，贝内什提交了第四项计划，几乎满足了协议的所有要求。苏台德德国人在希特勒的指示下避免妥协，9月7日，苏台德德意志人党在俄斯特拉发举行了示威活动，引来了警方的行动，他们的两名议会代表在示威活动中被捕。苏台德德国人以这一事件和对其他暴行的虚假指控为借口，中断了进一步的谈判。
9月12日，希特勒在纽伦堡举行的纳粹党全国党代表大会关于苏台德危机的集会上发表讲话，谴责捷克斯洛伐克政府的行为。希特勒谴责捷克斯洛伐克是一个欺诈国家，违反了国际法对民族自决的强调，声称它是一种捷克的霸权行为，尽管该国的德国人、斯洛伐克人、匈牙利人、乌克兰人和波兰人实际上希望与捷克人结盟。希特勒指责贝内什试图逐步消灭苏台德德国人，并声称自捷克斯洛伐克成立以来，超过60万德国人被故意赶出家园，而如果他们不离开的话就会受到饥饿的威胁。他声称贝内什政府正在迫害德国人以及匈牙利人、波兰人和斯洛伐克人，并指责贝内什威胁说，如果这些民族不忠于国家，他们就会被贴上叛徒的标签。他表示，作为德国元首，他将支持苏台德地区德意志同胞的自决权。他谴责贝内什政府最近处决了几名德国抗议者。他指责贝内什对德国的好战和威胁行为，如果战争爆发，贝内什将迫使苏台德德国人违背自己的意愿与来自德国的德国人作战。希特勒指责捷克斯洛伐克政府是法国的附庸政权，声称法国航空部长皮埃尔·科特曾说过：“我们需要这个国家作为一个基地，更容易地投掷炸弹，摧毁德国的经济和工业。

#### 贝希特斯加登会议
9月13日，在捷克斯洛伐克发生内部暴力和动乱后，张伯伦要求希特勒举行私人会面，以找到避免战争的解决方案，这是张伯伦在与他的顾问哈利法克斯、约翰·西蒙爵士和塞缪尔·霍尔爵士商议后做出的决定。这次会议是在唐宁街10号举行的一次特别新闻发布会上宣布的，并引发了英国公众舆论的乐观情绪。张伯伦于9月15日乘坐英国航空公司洛克希德·伊莱克特拉公司的包机抵达德国，随后来到希特勒在贝希特斯加登的住所参加会议。这次飞行是国家元首或外交官员首次乘坐飞机参加外交会议，因为紧张的局势使得几乎没有时间乘坐火车或船只。亨莱因在同一天飞往德国。那天，希特勒和张伯伦进行了会谈，希特勒在讨论中坚持必须允许苏台德德国人行使民族自决权，并能够与德国一起融入苏台德地区。希特勒一再谎称捷克斯洛伐克政府杀害了300名苏台德德国人。希特勒还向张伯伦表达了对他所认为的英国“威胁”的担忧。张伯伦回应说，他没有发出“威胁”，沮丧地问希特勒“我为什么来这里浪费时间？”希特勒回应说，如果张伯伦愿意接受苏台德德国人的自决权，他愿意讨论此事。希特勒还说服张伯伦，他并不是真的想摧毁捷克斯洛伐克，但他相信，一旦德国吞并苏台德地区，该国的少数民族就会各自脱离联邦，导致国家崩溃。张伯伦和希特勒进行了三个小时的讨论，会议休会。张伯伦飞回英国，与内阁成员会面讨论这个问题。
会议结束后，爱德华·达拉第于9月16日飞往伦敦，与英国官员会面，讨论行动方案。当天，捷克斯洛伐克的局势变得更加紧张，捷克斯洛伐克政府对一天前抵达德国参加谈判的亨莱因发出了逮捕令。法国的提议囊括了从对德国发动战争到支持苏台德地区被割让给德国。讨论以一项坚定的英法计划的出炉为结束。英国和法国要求捷克斯洛伐克将德国人口占苏台德地区总人口50%以上的所有领土割让给德国。作为让步的交换，英国和法国将保证捷克斯洛伐克的独立。提议的解决方案遭到捷克斯洛伐克以及英国和法国的反对者的拒绝。
1938年9月17日，希特勒下令成立蘇台德德意志自由軍團，这是一个准军事组织，接管了捷克斯洛伐克德意志民族组织Ordnersgruppe的结构，该组织因参与大量恐怖活动而于前一天被捷克斯洛伐克当局解散。该组织得到德国当局的庇护、训练和装备，并在捷克斯洛伐克境内开展了跨境恐怖主义行动。根据《侵略定义公约》，捷克斯洛伐克总统爱德华·贝内什和流亡政府后来将1938年9月17日视为未宣布的德国-捷克斯洛伐克战争的开始。当代捷克宪法法院也假定了这种理解。在接下来的几天里，捷克斯洛伐克军队有100多名人员在战斗中丧生，数百人受伤，2000多人被绑架到德国。
9月18日，意大利首相及法西斯黨领袖贝尼托·墨索里尼在意大利的里雅斯特发表演讲，他在演讲中宣称“如果有两个阵营，支持布拉格和反对布拉格，那就让人们知道意大利已经选择了自己的阵营”，其中明确的含义是墨索里尼在危机中支持德国。
9月20日，德国军方的反对者开会讨论他们为推翻纳粹党政权而制定的阴谋的最终计划。会议由德国反间谍局副局长汉斯·奥斯特将军主持。其他成员包括弗里德里希·威廉·海因茨上尉和其他领导政变计划的军官在会议上会面。9月22日，张伯伦正要登机前往德国，在巴特戈德堡进行进一步会谈，他告诉在那里会见他的媒体，“我的目标是欧洲的和平，我相信这次旅行是实现和平的途径。”张伯伦抵达科隆，在那里，他受到了德国乐队演奏“天佑国王”的热烈欢迎，德国人向张伯伦赠送鲜花和礼物。张伯伦曾计算过，完全接受德国对苏台德地区的吞并而不削减将迫使希特勒接受该协议。被告知此事后，希特勒回应道：“这是否意味着同盟国同意布拉格批准将苏台德地区移交给德国？”张伯伦回应道“准确无误”，对此希特勒摇头回应，称同盟国的提议不足。他告诉张伯伦，他希望捷克斯洛伐克彻底解体，将其领土重新分配给德国、波兰和匈牙利，并告诉张伯伦要么接受，要么离开。张伯伦对这一说法感到震惊。希特勒接着告诉张伯伦，自15日他们最后一次会面以来，捷克斯洛伐克的行动，希特勒声称包括杀害德国人，使德国无法忍受这种情况。
在会议的后期，为了影响张伯伦并向其施压，采取了一种欺骗手段：希特勒的一名助手进入房间，告知希特勒有更多德国人在捷克斯洛伐克被杀，对此希特勒尖叫道：“我会为他们所有人复仇。捷克人必须被摧毁。”会议结束时，希特勒拒绝对同盟国的要求做出任何让步。当晚晚些时候，希特勒开始担心他向张伯伦施压太过分，并打电话给张伯伦的酒店套房，说他只接受吞并苏台德地区，而不打算吞并其他领土，条件是捷克斯洛伐克在9月26日上午8点前开始从德国占多数的领土上撤出捷克人。在张伯伦的施压下，希特勒同意将最后通牒定在10月1日（绿色行动开始的同一天）。希特勒随后对张伯伦说，这是他愿意向首相做出的一个让步，作为“礼物”，因为他尊重张伯伦愿意在一定程度上放弃他之前的立场。希特勒接着说，一旦吞并苏台德地区，德国将不再对捷克斯洛伐克提出领土要求，并将签订一项集体协议，以保证德国和捷克斯洛伐克的边界。
9月23日，由扬·西罗夫将军领导的捷克斯洛伐克新内阁成立，并发布了一项总动员令，公众以强烈的热情接受了这一命令——在24小时内，100万人参军保卫国家。捷克斯洛伐克军队，现代化的，经验丰富的，拥有优秀的边境防御系统，准备战斗。苏联宣布愿意向捷克斯洛伐克提供援助，条件是苏军能够越过波兰和罗马尼亚的领土。两国都拒绝苏联军队穿越他们的领土。
9月24日凌晨，希特勒发布了《戈德堡备忘录》，要求捷克斯洛伐克在9月28日之前将苏台德地区割让给德国，并在德国和捷克斯洛伐克军队的监督下在未指明的地区举行公民投票。备忘录还指出，如果捷克斯洛伐克在9月28日下午2点之前不同意德国的要求，德国将武力夺取苏台德地区。同一天，张伯伦返回英国，并宣布希特勒要求立即吞并苏台德地区。这一宣布激怒了英国和法国的那些人，他们希望一劳永逸地对抗希特勒，即使这意味着战争，希特勒的支持者也获得了力量。捷克斯洛伐克驻英国大使扬·马萨里克在听到英国和法国反对希特勒计划的人对捷克斯洛伐克的支持时非常高兴，他说：“圣维斯拉的国家永远不会是一个奴隶国家。”
9月25日，捷克斯洛伐克同意了英国、法国和德国先前商定的条件。然而，第二天，希特勒又提出了新的要求，坚持要求波兰和匈牙利的德国人的要求也得到满足。
9月26日，张伯伦派霍勒斯·威尔逊爵士给希特勒写了一封亲笔信，宣称同盟国希望和平解决苏台德危机。当晚晚些时候，希特勒在柏林体育馆的一次演讲中作出了回应；他声称苏台德地区是“我必须在欧洲提出的最后一个领土要求”，并给捷克斯洛伐克9月28日下午2点的最后期限，将苏台德割让给德国，否则将面临战争。此时，英国政府开始进行战争准备，下议院在议会休会后重新召开。
1938年9月27日，当希特勒和张伯伦之间的谈判紧张时，张伯伦向英国人民发表讲话，他特别说道：“因为在一个遥远的国家，我们一无所知的人之间发生了争吵，我们竟然在这里挖战壕并戴上防毒面具，这是多么可怕、多么美妙、多么不可思议。”
9月28日上午10时，在截止日期前4小时，在捷克斯洛伐克未同意希特勒要求的情况下，英国驻意大利大使珀斯勋爵致电意大利外交部长加莱亚佐·西亚诺，要求召开紧急会议。珀斯通知齐亚诺，张伯伦已指示他要求墨索里尼参加谈判，并敦促希特勒推迟最后通牒。上午11时，齐亚诺会见了墨索里尼，并告知他张伯伦的提议；墨索里尼对此表示赞同，并致电意大利驻德国大使，告诉他“立即去找元首，告诉他无论发生什么，我都会站在他身边，但我要求在敌对行动开始前推迟24小时。与此同时，我将研究如何解决问题。”希特勒在与法国大使讨论时收到了墨索里尼的信息。希特勒告诉大使：‘我的好朋友贝尼托·墨索里尼要求我将德军的行军命令推迟24小时，我同意了。’当然，这并不是让步，因为入侵日期定在1938年10月1日。”在与张伯伦交谈时，珀斯勋爵对墨索里尼表示感谢，并要求墨索里尼在9月29日下午2点的最后期限前出席在慕尼黑举行的英、法、德、意四国会议，以解决苏台德问题。墨索里尼同意了。希特勒唯一的要求是确保墨索里尼参与会议的谈判。内维尔·亨德森、賈德幹和张伯伦的私人秘书邓格拉斯勋爵在张伯伦向议会发表讲话时向他传递了会议的消息，张伯伦在欢呼声中突然宣布了会议并接受出席。当美国总统富兰克林·D·罗斯福得知会议已经安排好时，他给张伯伦发了电报：“好人。”

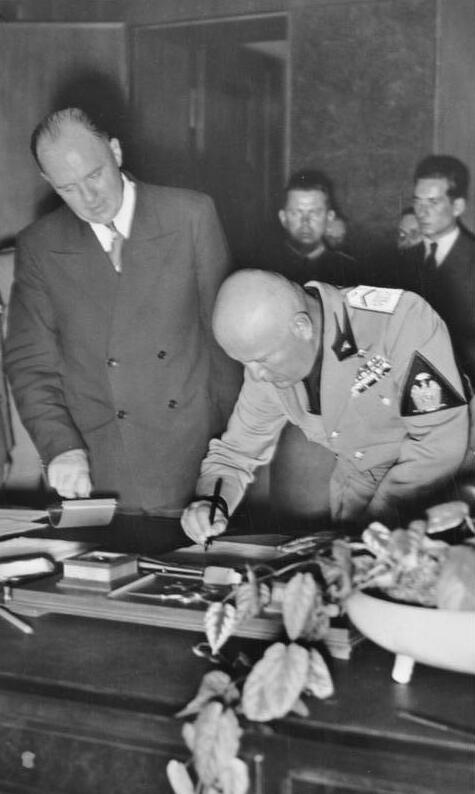
意大利首相墨索里尼正在簽署協定
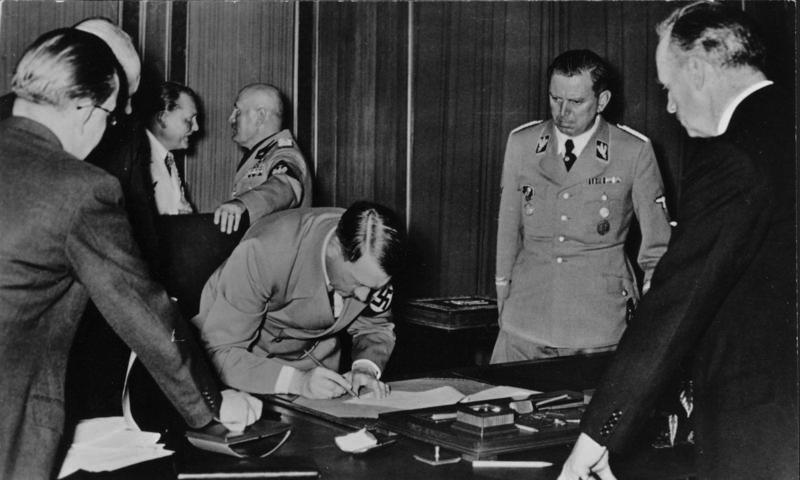
希特勒正在簽署協定
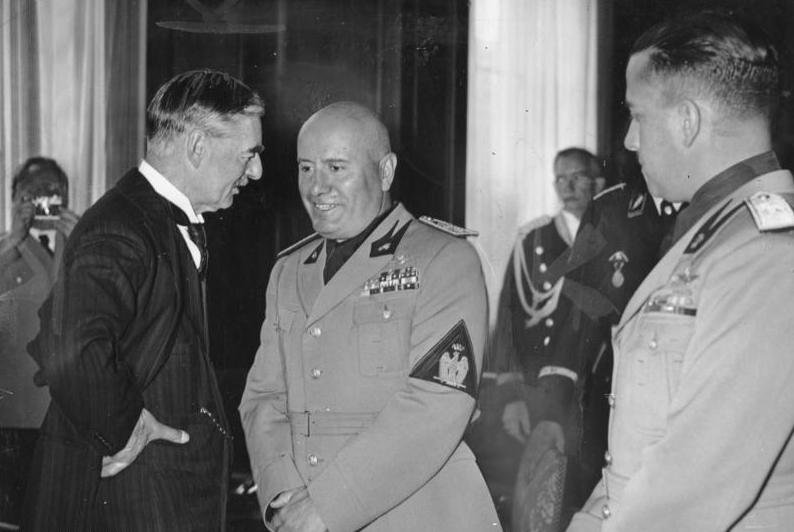
張伯倫跟墨索里尼談笑風生

### 决议
张伯伦和达拉迪尔抵达后，双方立即在元首府展开讨论，几乎没有时间进行磋商。会议以英语、法语和德语举行。9月29日达成协议，1938年9月30日凌晨1点30分左右，阿道夫·希特勒、内维尔·张伯伦、贝尼托·墨索里尼和爱德华·达拉迪尔签署了《慕尼黑协定》。该协议是由墨索里尼正式提出的，尽管事实上意大利的计划与戈德堡的提议几乎相同：德国军队将在10月10日前完成对苏台德地区的占领，一个国际委员会将决定其他争议地区的未来。
英国和法国告知捷克斯洛伐克，它要么单独抵抗德国，要么服从规定的吞并。捷克斯洛伐克政府意识到独自对抗德国的绝望，不情愿地投降（9月30日），并同意遵守协议。该解决方案使德国从10月10日开始拥有苏台德地区，并在希特勒承诺不再前进的情况下事实上控制捷克斯洛伐克其他地区。9月30日，经过一番休息后，张伯伦来到希特勒位于Prinzregentenstraße的公寓，请他签署一份声明，称英德海军协议“象征着我们两国不再开战的愿望”。希特勒的翻译为他翻译后，他欣然同意。
9月30日，张伯伦返回英国后，在伦敦向人群发表了备受争议的“我们时代的和平”演讲。

### 反应

#### 立即响应

##### 捷克斯洛伐克
捷克斯洛伐克对慕尼黑的解决方案感到失望。他们没有被邀请参加会议，觉得自己被英国和法国政府出卖了。许多捷克人和斯洛伐克人将《慕尼黑协定》称为慕尼黑Diktat（捷克语：Mnichovskýdiktát；斯洛伐克语：MníchovskýDiktat）。“慕尼黑背叛”一词（Mnichovskázrada；Mníchovskázrado）也被使用，因为捷克斯洛伐克与法国的军事联盟被证明是无用的。这也反映在这样一个事实上，特别是法国政府表达了这样一种观点，即如果捷克斯洛伐克共和国用武力防御德国入侵，捷克斯洛伐克将被视为对由此产生的任何欧洲战争负责。
“关于我们，没有我们。随着苏台德地区被德国吞并，捷克-斯洛伐克（现在更名为捷克）失去了与德国的可防御边界和捷克斯洛伐克的边境防御工事。没有他们，它的独立性变得名义上多于实际。由于和解，捷克斯洛伐克还失去了70%的钢铁工业、70%的电力和350万德国公民。苏台德德国人庆祝他们眼中的解放。迫在眉睫的战争似乎已经避免了。
诺贝尔奖获得者托马斯·曼登上讲台，为自己的祖国辩护，他为自己是捷克斯洛伐克公民而自豪，并赞扬了共和国的成就。他抨击了“为奴隶制做好准备的欧洲”，写道“捷克斯洛伐克人民准备为自由而战，超越自己的命运”，“英国政府拯救和平为时已晚。他们失去了太多机会。”捷克斯洛伐克总统贝内什于1939年获得诺贝尔和平奖提名。

##### 德国
尽管英国和法国都很高兴，但一位驻柏林的英国外交官声称，希特勒的一名随行人员告诉他，在与张伯伦会面后不久，希特勒愤怒地说：“先生们，这是我的第一次国际会议，我可以向你们保证，这将是我的最后一次会议。”，有人听到他这样评价张伯伦：“如果那个愚蠢的老人再拿着雨伞来干涉这里，我会把他踢到楼下，当着摄影师的面趴在他的肚子上。”在慕尼黑奥运会后的一次公开演讲中，希特勒宣称：“感谢上帝，这个国家没有雨伞政客。”
希特勒整个夏天都在为对捷克的有限战争而奋斗，他觉得这场战争被欺骗了。10月初，张伯伦的新闻秘书要求公开宣布德国与英国的友谊，以加强张伯伦在国内的地位；希特勒反而发表演讲谴责张伯伦的“政府干预”。1939年8月，在入侵波兰前不久，希特勒告诉他的将军们：“我们的敌人是低于平均水平的人，不是实干家，也不是大师。他们是小虫子。我在慕尼黑见过他们。”
在《慕尼黑协定》之前，希特勒于1938年10月1日入侵捷克斯洛伐克的决心在德国指挥结构中引发了重大危机。总参谋长路德维希·贝克将军在一系列冗长的备忘录中抗议说，这将引发一场德国将输掉的世界大战，并敦促希特勒推迟预计的冲突。希特勒称贝克反对战争的论点是“幼稚的武力计算”。1938年8月4日，举行了一次秘密的陆军会议。贝克向集合的军官们宣读了他的长篇报告。他们一致认为必须采取措施来防止某些灾难的发生。贝克希望他们一起辞职，但除了贝克，没有人辞职。接替他的弗朗茨·哈尔德将军同情贝克，他们都与几位高级将领，海军上将威廉·卡纳里斯（德国情报局长）和格拉夫·冯·赫尔多夫（柏林警察局长）密谋，在希特勒下达入侵命令的那一刻逮捕了他。只有当英国发出强烈警告并发出一封信，大意是他们将为维护捷克斯洛伐克而战时，这一计划才会奏效。这将有助于让德国人民相信，德国一定会失败。因此，特工们被派往英国，告诉张伯伦计划对捷克斯洛伐克发动袭击，如果发生这种情况，他们打算推翻希特勒。英国内阁拒绝了这一提议，也没有发出这样的信件。因此，罢免希特勒的提议没有得到实施。在此基础上，有人认为《慕尼黑协定》让希特勒继续掌权——战后几十年，哈尔德一直对张伯伦的拒绝耿耿于怀——尽管试图罢免希特勒的行动是否会比1944年的阴谋更成功还值得怀疑。

##### 英国和法国
该协议受到普遍欢迎。正如一位学者所说，法国总理达拉迪尔不认为欧洲战争有理由“将300万德国人置于捷克主权之下”。英国、法国和美国的盖洛普民意调查显示，大多数人支持该协议。1939年，捷克斯洛伐克总统贝内什被提名为诺贝尔和平奖获得者。
《纽约时报》关于慕尼黑协议的标题是“希特勒得到的比他在苏台德的要求还少”，并报道称，“快乐的人群”在达拉迪尔返回法国时向他欢呼，张伯伦在他返回英国时受到“疯狂的欢呼”。
英国民众早就预料到战争即将爆发，张伯伦的“政治家般的姿态”起初受到了赞扬。在向英国议会提交协议之前，他受到了王室的英雄般的欢迎，并被邀请到白金汉宫的阳台上。尽管得到了王室的庇护，但总体上积极的反应很快就恶化了。然而，从一开始就有人反对。克莱门特·艾德礼和工党与两名保守党议员达夫·库珀和Vyvyan Adams联合反对该协议，他们当时一直被视为保守党的反动分子。
达拉迪尔认为希特勒的最终目标是一种威胁。他在1938年4月底的一次会议上告诉英国人，希特勒真正的长期目标是确保“与拿破仑的野心相比，对欧洲大陆的统治是微弱的”。他接着说：“今天轮到捷克斯洛伐克了。明天将轮到波兰和罗马尼亚。当德国获得了所需的石油和小麦后，她将转向西方。当然，我们必须加倍努力避免战争。但除非英国和法国团结一致，介入布拉格寻求新的让步，但同时宣布他们将维护捷克斯洛伐克的独立，否则这是无法实现的。相反，如果西方大国再次投降，他们只会引发他们希望避免的战争。“也许是因为法国军事领导人和文职官员对他们毫无准备的军事和薄弱的财政状况的争论而气馁，而且他亲眼目睹了法国在第一次世界大战中的血雨腥风，达拉迪尔最终还是让张伯伦为所欲为。在返回巴黎时，原本预计会有敌对人群的达拉迪尔受到了赞扬。
在慕尼黑之后的几天里，张伯伦收到了超过20000封感谢信和电报，以及来自心怀感激的荷兰崇拜者的6000个各种灯泡和教皇庇护XI的十字架等礼物。

##### 波兰
从1935年起，波兰在跨奥尔扎地区建立了一个秘密的波兰组织。1938年夏天，波兰试图在该地区组织游击队。9月21日，波兰正式要求将该地区直接移交给自己控制。波兰驻布拉格特使卡齐米日·帕佩表示，西里西亚的回归将是一种善意的象征，也是1920年“纠正不公正”的象征。类似的照会也被发送到巴黎和伦敦，要求捷克斯洛伐克的波兰少数民族获得与苏台德德国人相同的权利。第二天，贝内斯给波兰总统伊格纳齐·莫希奇茨基发了一封信，承诺“边境整顿”，但这封信直到9月26日才送达。莫希奇基9月27日的回答是回避的，但同时波兰政府要求立即移交两个跨奥尔扎县，作为最终解决边界争端的前奏。贝内什的回答并不是决定性的：他同意将有争议的领土移交给波兰，但辩称在德国入侵前夕不能这样做，因为这会破坏捷克斯洛伐克的战争准备。波兰人认为答案是在争取时间。
在采取外交行动的同时，波兰于9月23日至24日在捷克斯洛伐克边境部署了军队，并命令跨奥尔扎波兰人的所谓“战斗部队”和由波兰各地志愿者组成的准军事组织“跨奥尔扎军团”越过边境前往捷克斯洛伐克，袭击捷克斯洛伐克部队。然而，少数越境者被捷克斯洛伐克军队击退，撤退到波兰。
波兰驻德国大使于9月30日从里宾特洛甫处获悉慕尼黑会议的结果，里宾特洛普向他保证，柏林以满足波兰和匈牙利的领土要求为条件，对捷克斯洛伐克剩余地区作出保证。波兰外交部长约瑟夫·贝克对事态的转变感到失望。用他自己的话来说，这次会议是“大国理事会试图将具有约束力的决定强加给其他国家（波兰不能同意这一点，因为这将被简化为其他国家随意进行的政治目的）。”因此，9月30日晚11点45分，也就是捷克斯洛伐克政府接受慕尼黑条款11小时后，波兰向捷克斯洛伐克政府发出最后通牒。它要求捷克斯洛伐克军队和警察立即撤离，并给布拉格时间到第二天中午。10月1日上午11时45分，捷克斯洛伐克外交部致电波兰驻布拉格大使，告诉他波兰可以得到它想要的东西，但随后要求推迟24小时。10月2日，波兰军队在瓦迪斯瓦夫·博尔特诺夫斯基将军的指挥下吞并了801.5平方公里的地区，人口數22.7萬。在行政上，被吞并的地区被划分为Frysztat县和切申縣。历史学家Dariusz Baliszewski写道，在吞并期间，波兰和德国军队之间没有合作，但波兰和捷克军队之间也有合作保卫领土对抗德国人的情况，例如在博胡明。
波兰的最后通牒最终导致贝内什根据自己的说法，决定放弃任何抵抗解决方案的想法（捷克斯洛伐克会受到各方的攻击）。
德国人对这一结果感到高兴，并乐于放弃向波兰牺牲一个小型省级铁路中心，以换取随之而来的宣传利益。它散布了对捷克斯洛伐克分治的指责，使波兰成为这一进程的参与者，并混淆了政治期望。波兰被指控为德国的同谋。然而，波兰和德国在任何时候都没有就捷克斯洛伐克问题达成正式协议。
9月29日，捷克斯洛伐克陆军总参谋长Ludvík Krejčí将军报告称，“只要波兰不向我们发动进攻，我们的军队将在大约两天内完全能够抵御德国所有部队的进攻。”
H.L.Roberts和Anna Cienciala等历史学家将贝克在危机期间的行为定性为对捷克斯洛伐克不友好，但并不积极寻求摧毁捷克斯洛伐克。虽然斯大林时代的波兰史学通常遵循贝克是“德国特工”并与德国合作的路线，但1956年后的史学界普遍不同意這種敘事。

##### 匈牙利
匈牙利继波兰提出移交领土的请求后，于9月22日提出了自己的请求。匈牙利的要求最终在1938年11月2日的维也纳仲裁中得到满足。

##### 苏联
约瑟夫·斯大林对慕尼黑会议的结果感到不安。1935年5月2日，法国和苏联签署了《法苏互助条约》，目的是遏制德国的侵略。与捷克斯洛伐克签订了军事互助条约的苏联人感到被法国背叛了，法国与捷克斯洛伐克也签订了军事援助条约。英国和法国主要利用苏联作为威胁来威胁德国人。斯大林得出的结论是，西方与希特勒勾结，将中欧的一个国家交给了德国人，这引发了人们的担忧，即他们未来可能会对苏联采取同样的做法，允许其在西方国家之间分治。这种信念导致苏联重新调整其外交政策，与德国和解，最终导致1939年签署了《莫洛托夫-里宾特洛甫条约》。
1938年，苏联与法国和捷克斯洛伐克结盟。到1939年9月，由于斯大林担心与苏联签订第二份慕尼黑协议取代捷克斯洛伐克，苏联在所有意图和目的上都与德国共同交战。因此，该协议间接促成了1939年战争的爆发。

##### 其他地区
澳大利亚总理约瑟夫·莱昂斯表示：“我们衷心感谢所有对会议结果负责的人，并非常赞赏罗斯福总统和墨索里尼先生为促成慕尼黑大国会议所做的努力，在这次会议上，各方表现出了对和平的共同愿望。”

#### 后期意见
随着德国和欧战的威胁越来越明显，对该协议的意见变得更加敌对。张伯伦因其在1940年《有罪的人》等书中扮演的“慕尼黑人”而受到严厉批评。1944年，曾任大法官的毛姆子爵罕见地为该协议进行了战时辩护。毛姆认为，鉴于之前的争端，建立一个包括大量德国和匈牙利少数民族的捷克斯洛伐克国家的决定是一次“危险的实验”，并将该协议归因于法国在没有战争准备的情况下需要摆脱其条约义务。战后，丘吉尔的这一时期的历史《集结的风暴》（1948）断言张伯伦在慕尼黑对希特勒的绥靖是错误的，并记录了丘吉尔战前对希特勒侵略计划的警告，以及在德国与英国实现空中对等后英国坚持裁军的愚蠢行为。尽管丘吉尔承认张伯伦的行为是出于高尚的动机，但他认为希特勒应该在捷克斯洛伐克问题上受到抵抗，应该努力让苏联参与进来。
在战后回忆录中，反对绥靖政策的丘吉尔将波兰和匈牙利归为“捷克斯洛伐克尸体上的秃鹫”，这两个国家随后都吞并了捷克斯洛伐克包含波兰人和匈牙利人的部分地区。
美国历史学家威廉·L·希勒在他的《第三帝国的兴衰》（1960年）中认为，尽管希特勒并没有虚张声势地宣称他要入侵，但捷克斯洛伐克本可以进行重大抵抗。希勒认为，英国和法国有足够的防空力量来避免对伦敦和巴黎的严重轰炸，并可以对德国发动一场迅速而成功的战争。他引用丘吉尔的话说，该协议意味着“与希特勒的德国相比，英国和法国的处境要糟糕得多。”希特勒亲自视察捷克的防御工事后，他私下对约瑟夫·戈培尔说，“我们会流很多血的”，幸运的是没有发生战斗。

### 后果
10月5日，贝内什辞去了捷克斯洛伐克总统的职务，因为他意识到捷克斯洛伐克的沦陷是不可避免的。第二次世界大战爆发后，他在伦敦组建了捷克斯洛伐克流亡政府。1938年12月6日，法国外交部长博内特和德国外交部长约阿希姆·冯·里宾特洛甫在巴黎签署了《法德互不侵犯条约》。
1938年至1945年间，纳粹德国占领了苏台德地区。

#### 第一次维也纳裁决
1938年11月初，根据第一次维也纳裁决，在捷克斯洛伐克和匈牙利之间的谈判失败后，作为根据《慕尼黑协定》附录解决领土争端的建议，德意仲裁要求捷克斯洛伐克将斯洛伐克南部割让给匈牙利，波兰不久后独立获得了少量领土割让（扎奥尔杰）。
波希米亚、摩拉维亚和西里西亚的总面积约有38%被德国夺走，约有280万德国人和51.3万至75万捷克居民。反过来，匈牙利在斯洛伐克南部和喀尔巴阡山-鲁塞尼亚南部的面积为11882平方公里（4588平方英里）。根据1941年的人口普查，该地区约86.5%的人口是匈牙利人。斯洛伐克为匈牙利损失了10390平方公里（4010平方英里）和854218名居民（根据捷克斯洛伐克1930年的人口普查，约59%是匈牙利人，32%是斯洛伐克人和捷克人）。波兰吞并了捷克捷欣镇及其周边地区（约906平方公里（350平方英里），有250000居民。波兰人约占人口的36%，低于1910年的69%）和斯洛伐克北部的两个小边境地区，更确切地说是斯皮什和奥拉瓦地区。（226平方公里（87平方英里），4280名居民，只有0.3%的波兰人）。
慕尼黑之后不久，11.5万捷克人和3万德国人逃往捷克斯洛伐克的残余地区。根据难民援助研究所的数据，1939年3月1日的实际难民人数接近150000人。
1938年12月4日，苏台德帝国的选举中，97.3%的成年人口投票支持纳粹党。大约有50万苏台德德国人加入了纳粹党，占苏台德地区德国人口的17.3%（纳粹德国的NSDAP平均参与率为7.9%）。因此，苏台德是纳粹德国最“亲纳粹”的地区。
由于了解捷克语，许多苏台德德国人受雇于波希米亚和摩拉维亚保护国的行政部门以及纳粹组织，如盖世太保。其中最引人注目的是党卫队和警察局长、保护国国务秘书卡尔·赫尔曼·弗兰克。

#### 德国入侵残余捷克斯洛伐克
1937年，德国国防军为入侵捷克斯洛伐克制定了一项计划，即“绿色方案”。它在1939年3月15日斯洛伐克宣布成立后不久实施。3月14日，斯洛伐克脱离捷克斯洛伐克，成为一个独立的亲德国家。第二天，喀爾巴阡烏克蘭也宣布独立，但三天后，它被匈牙利完全占领并吞并。捷克斯洛伐克总统埃米尔·哈查前往柏林等待，入侵的命令已经下达。在与希特勒会面期间，哈查受到威胁，如果他拒绝命令捷克军队放下武器，他将轰炸布拉格。这一消息引发了心脏病发作，希特勒的医生给他注射了一针，使他苏醒过来。随后，哈查同意签署公报，接受德国占领波希米亚和摩拉维亚的剩余地区，“这一虚伪的谎言甚至对纳粹来说都是了不起的。”丘吉尔的预测得到了实现，德国军队进入布拉格，占领了该国的其余地区，该国被转变为帝国的保护国。1939年3月，康斯坦丁·冯·诺伊拉斯被任命为帝国总督，并担任希特勒在保护国的个人代表。占领后，立即开始了一波逮捕潮，主要是来自德国的难民、犹太人和捷克公众人物。到11月，犹太儿童被学校开除，他们的父母也被解雇。在反对占领捷克斯洛伐克的示威活动之后，大学和学院关闭。1 200多名学生被送往集中营，9名学生领袖于11月17日（国际学生节）被处决。
通过夺取波希米亚和摩拉维亚，德国获得了那里所有的熟练劳动力和重工业，以及捷克斯洛伐克军队的所有武器。1940年法国战役期间，大约25%的德国武器来自保护国。德国还获得了捷克斯洛伐克的所有黄金宝藏，包括存放在英格兰银行的黄金。战后在盐矿发现的227吨黄金中，1982年只有18.4吨返回捷克斯洛伐克，但大部分来自捷克斯洛伐克。捷克斯洛伐克还被迫以6.48亿战前捷克斯洛伐克克朗的价格向国防军“出售”战争物资，这笔债务从未偿还。
张伯伦声称，吞并布拉格是一个“完全不同的类别”，超越了凡尔赛的合法不满。与此同时，英国担心波兰将成为纳粹扩张主义的下一个目标，波兰现在被许多德国领土包围。波兰走廊和但泽自由城的争端表明了这一点，并导致了英波军事联盟的签署。这使得波兰政府拒绝接受德国关于波兰走廊和但泽地位的谈判提议。张伯伦对纳粹夺取捷克斯洛伐克感到背叛，意识到他对希特勒的绥靖政策已经失败，因此开始对德国采取更加强硬的路线。他立即开始动员英国武装部队进入战争状态，法国也这样做了。意大利认为自己受到了英国和法国舰队的威胁，并于1939年4月开始入侵阿尔巴尼亚。

#### 加强国防军军备
由于大多数边防部队都在根据《慕尼黑协定》割让的领土上，尽管捷克斯洛伐克拥有相对大量的现代武器储备，但其其他地区完全有可能遭到进一步入侵。在国会大厦发表的一次演讲中，希特勒表达了占领对加强德国军事的重要性，并指出，通过占领捷克斯洛伐克，德国获得了2175门野战炮、469辆坦克、500门高射炮、43000挺机关枪、1090000支军用步枪、114000支手枪、，以及300万发防空弹药。这样就可以武装大约一半的国防军。捷克斯洛伐克的武器后来在德国征服波兰和法国的过程中发挥了重要作用，后者曾在1938年敦促捷克斯洛伐克向苏台德地区投降。

#### 德国军事抵抗的诞生
在德国，苏台德危机导致了所谓的奥斯特阴谋。德国国防军副司令汉斯·奥斯特将军和德国军方知名人士反对该政权的行为，因为其行为可能会使德国陷入一场他们认为尚未做好战斗准备的战争。他们讨论了通过忠于阴谋的部队有计划地冲击帝国总理府来推翻希特勒和政权。

#### 意大利对法国的殖民要求
意大利在慕尼黑大力支持德国，几周后的1938年10月，意大利试图利用其优势向法国提出新的要求。墨索里尼要求在吉布提建立自由港，控制意屬東非的亚的斯亚贝巴-吉布提铁路，意大利参与苏伊士运河公司的管理，对突尼斯实行某种形式的法意共管制，并在法国控制的科西嘉岛保留意大利文化，不让法国人同化人民。法国拒绝了这些要求，并开始威胁进行海军演习，以此向意大利发出警告。

## 法律无效
在第二次世界大战期间，英国首相丘吉尔在签署该协议时反对该协议，他决定战后不会维持该协议的条款，苏台德地区应归还战后的捷克斯洛伐克。
1942年9月，由戴高乐领导的法国全国委员会宣布《慕尼黑协定》从一开始就无效，1944年8月17日，法国政府重申了这一点。墨索里尼的法西斯领导层被替换后，意大利政府也采取了同样的做法。
1945年盟军胜利并击败德国后，苏台德地区被归还捷克斯洛伐克，而根据国际波茨坦协议，讲德语的大多数人被驱逐。

## “慕尼黑幽灵”
在美国和英国，当要求采取直截了当的、通常是军事行动来解决国际危机，并将谴责谈判的政治对手定性为软弱时，经常会引用“慕尼黑”和“绥靖”这两个词。1950年，美国总统哈里·杜鲁门援引“慕尼黑”来证明他在朝鲜战争中的军事行动是正当的：“世界从慕尼黑学到，安全不能靠绥靖来换取。”后来的许多危机都伴随着政客和媒体的“慕尼黑”呼声。1960年，美国保守派参议员貝利·高華德用“慕尼黑”来描述国内政治问题，他说共和党试图吸引自由主义者是“共和党的慕尼黑”。1962年，柯蒂斯·勒梅将军告诉美国总统约翰·F·肯尼迪，他在古巴导弹危机期间拒绝轰炸古巴“几乎和慕尼黑的绥靖政策一样糟糕”，鉴于他的父亲老约瑟夫·P·肯尼迪以驻英国大使的身份普遍支持绥靖政策，这是一个尖锐的讽刺。1965年，美国总统林登·约翰逊在为增加在越南的军事行动辩护时表示，“我们从希特勒和慕尼黑那里学到，成功只会助长侵略的欲望。”
在21世纪，在有关外交政策的辩论中引用慕尼黑的话仍然很常见。在国务卿约翰·克里斡旋的伊朗核协议谈判期间，得克萨斯州共和党众议员約翰·庫爾伯森在推特上发布了“比慕尼黑更糟糕”的消息。克里本人在法国的一次演讲中援引慕尼黑的话，主张在叙利亚采取军事行动，他说：“这是我们的慕尼黑时刻。”
学者弗雷德里克·罗格瓦尔和肯尼斯·奥斯古德（Kenneth Osgood）。他们声称，美国外交政策的成功往往取决于总统能否承受“任何与敌对势力谈判的决定所带来的不可避免的绥靖指控”。挑战“慕尼黑暴政”的总统经常在政策上取得突破，而那些将慕尼黑作为美国外交政策原则的总统经常将国家带入“最持久的悲剧”。“
在慕尼黑大屠杀和随后的1972年汉莎航空615航班劫机事件后，西德在阿以冲突中保持中立的政策，而不是采取亲以色列的立场，导致以色列将其与《慕尼黑绥靖协定》相提并论。